# Emily Bear

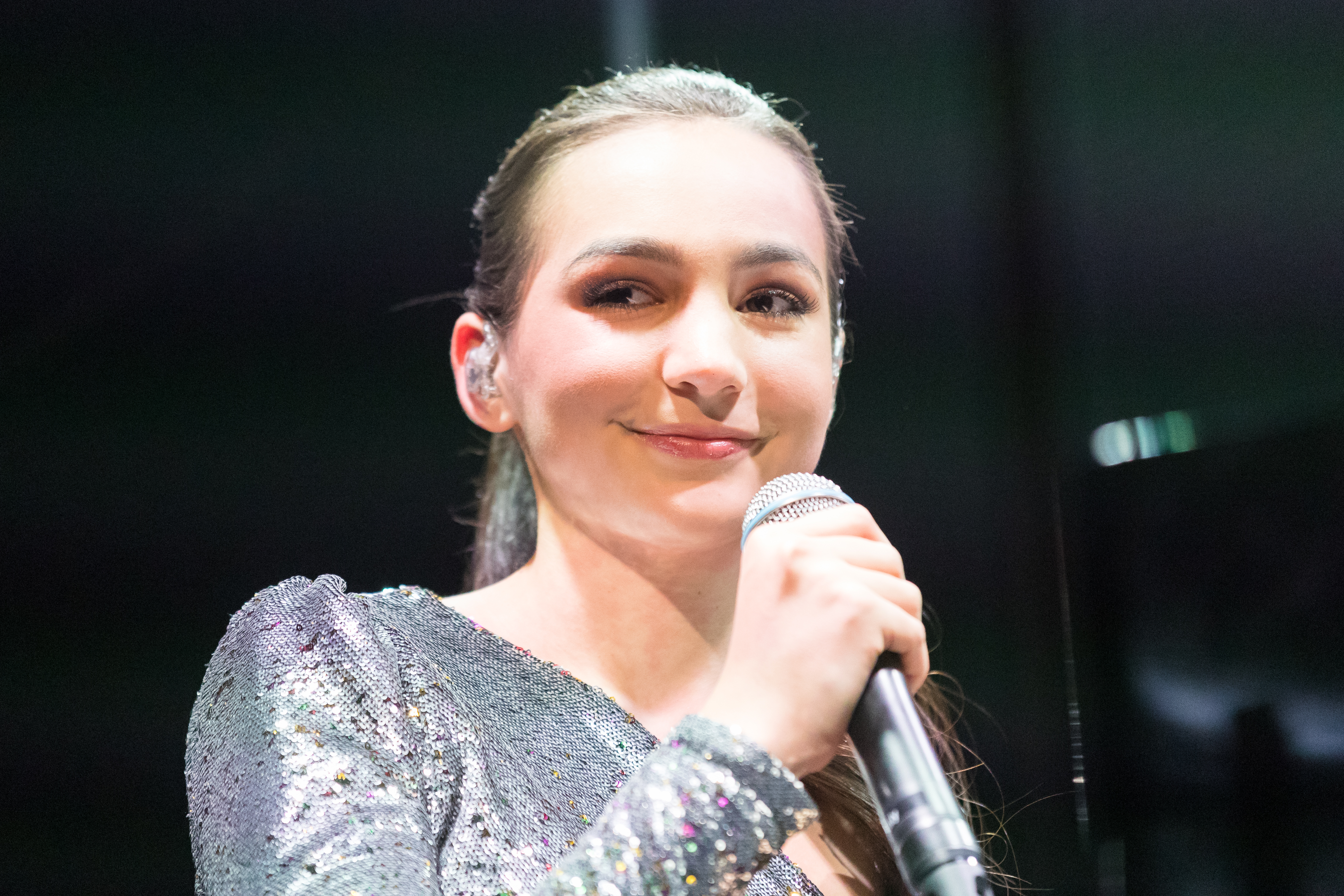

Emily Bear, född 30 augusti 2001, är en amerikansk pianist och kompositör som rönt stor uppmärksamhet redan i tidig ålder. Efter att ha börjat spela piano och komponera redan som litet barn, har Bear spelat med orkestrar i USA, Europa och Asien, till exempel i Carnegie Hall och Hollywood Bowl. Hon släppte sitt första studioinspelade musikalbum 2013. Hennes mentor Quincy Jones var producent. 
2022 vann hon en Grammy med Abigail Barlow för The Unofficial Bridgerton Musical.